# Suroteleng
Suroteleng is een bestuurslaag in het regentschap Boyolali van de provincie Midden-Java, Indonesië. Suroteleng telt 1778 inwoners (volkstelling 2010).